# Elektroda antymonowa
Elektroda antymonowa – elektroda stosowana w potencjometrii jako elektroda wskaźnikowa czuła na jony wodorowe (pH), zbudowana z metalicznego antymonu (pręcik Sb), którego powierzchnia pokrywa się – wskutek utleniania w powietrzu – warstwą tlenku Sb2O3; elektroda jest czuła na zmiany pH w zakresie pH = 3–8.
Na granicy między badanym roztworem i powierzchnią elektrody ustala się równowaga:
2Sb +3H
2O ⇌ Sb
2O
3 + 6H+
 + 6e−

Klasyczne równanie Nernsta w postaci:
{\displaystyle E=E^{0}+{\frac {RT}{zF}}\cdot \ln {\frac {\Pi a_{\mbox{prod}}}{\Pi a_{\mbox{sub}}}}}
gdzie:
R – stała gazowa,
F – stała Faradaya,
T – temperatura, K
a – aktywności produktów i substratów w roztworze
upraszcza się w tym przypadku do postaci:
{\displaystyle E=E^{0}+0,0591\cdot \log[{H^{+}}]}
Możliwość uproszczenia wynika z założeń:
- aktywność reagentów stałych (Sb i Sb2O3) jest równa jedności,
- temperatura T = 298 K,
- stężenie jonów wodorowych jest na tyle małe, że aktywność (a) można zastąpić wartością stężenia [H+].

Potencjał standardowy elektrody antymonowej wynosi 0,152 V.
Zaletą elektrody jest łatwość przygotowanie i trwałość (używanie nie wymaga specjalnej ostrożności). Wadą jest zależność potencjału od takich czynników, jak stan powierzchni elektrody (np. sposób oczyszczania), stężenie tlenu rozpuszczonego w elektrolicie, oraz intensywność mieszania roztworu. Trudność dokładnego odtworzenia wartości potencjału nie ogranicza możliwości stosowania elektrody do obserwacji zmian potencjału E (np. zachodzących w czasie miareczkowania potencjometrycznego).